# Anatole de Monzie

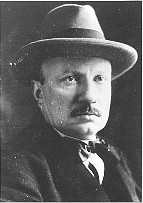
Anatole de Monzie

Anatole de Monzie ( Bazas, Gironda, 22 de noviembre de 1876 – París, 11 de enero de 1947) fue un político y erudito francés, impulsor de la Encyclopédie française. 

## Biografía
Hijo de un recaudador de impuestos en Bazas, nació en 1876. Siendo bebé, un error de una enfermera le dañó una pierna y quedó discapacitado para el resto de sus días. Estudió en Agén para luego asistir al Collège Stanislas, una famosa escuela católica en París, donde se hizo amigo de los escritores Henry de Jouvenel y Marc Sangnier.

## Trayectoria
Estudió derecho y comenzó a ejercer, pero finalmente eligió la política. Fue jefe de gabinete del ministro de Educación Joseph Chautemps en 1902. Casi al mismo tiempo, comenzó una carrera como político local en Lote, un departamento interior en el suroeste de Francia. Se convirtió en consejero general, alcalde de Cahors (la prefectura local), diputado y senador. Pronto obtuvo un gran número de seguidores entre los votantes locales, complacido por su cultura, su fácil acceso al gobierno y su habilidad para distribuir empleos en el sector público, hizo de Lote su feudo.
Miembro de una pequeña facción centrista llamada Républicains Socialistes, pronto tuvo una buena acogida en la Cámara de Diputados debido a sus habilidades y su posicionamiento central. Su próspera carrera ministerial comenzó en 1913 cuando fue nombrado sous-secrétaire d'État à la marine marchande. De 1918 a 1940, ocupó numerosos cargos en todo tipo de gobiernos y fue nombrado ministro dieciocho veces. 
Como ministro de Finanzas, recortó el presupuesto en 1925. Profundamente involucrado en asuntos diplomáticos, en 1922 inició una campaña para impulsar las relaciones con la Santa Sede.De 1924 a 1927, dirigió la Comisión de Asuntos Rusos y, como tal, trató con algunas de las figuras rusas prominentes de la época. Comenzó a discutir el reembolso de los préstamos rusos pero, tras el regreso al poder de Poincaré en 1926, la negociación fracasó.

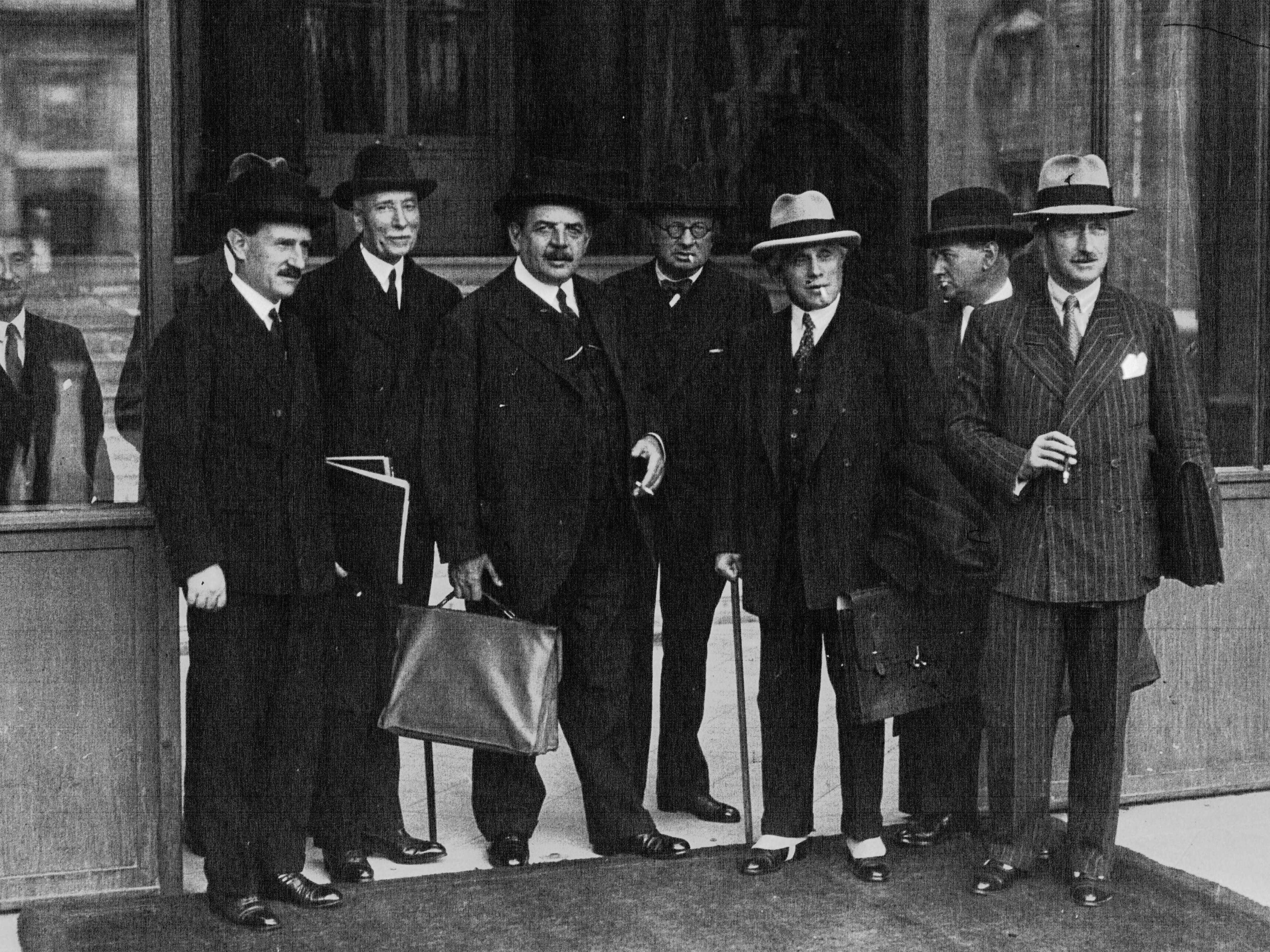
Chautemps, Renoult, Herriot, de Monzie, P. Boncour, Marchandeau y Paganon saliendo del Elíseo el 7 de enero de 1933

En 1925, también se desempeñó brevemente como Ministro de Educación y Bellas Artes. Se le atribuye la introducción de la filosofía en el plan de estudios de las escuelas secundarias, tal vez un reflejo de su afiliación masónica. También prohibió la enseñanza de dialectos o idiomas locales en la escuela, declarando en 1927 que "para la unidad lingüística de Francia, la lengua bretona debe desaparecer". Durante un segundo mandato como Ministro de Educación en el gobierno de Édouard Herriot en 1932, el nombre del departamento fue cambiado a Éducation nationale, un nombre que ha mantenido hasta ahora. Su política generalmente promovía un sistema educativo gratuito y neutral.
Ministro de Trabajo en 1938, se enfrentó a una gran huelga de estibadores que mejoró la imagen de desconfianza hacia su persona de la izquierda política. Entre 1938 y 1940 dirigió varias misiones diplomáticas. Durante ese tiempo de tensiones internacionales, la posición de Anatole de Monzie fue motivo de controversia. Pacifista incondicional, de hecho estaba promoviendo activamente una alianza latina entre Francia e Italia para mediar entre Hitler y los aliados.
El 10 de julio de 1940 votó a favor de otorgar el gabinete presidido por el Mariscal Philippe Pétain autoridad para redactar una nueva constitución, poniendo así fin efectivamente a la Tercera República francesa y estableciendo la Francia de Vichy. Fue amigo de Otto Abetz, Darquier de Pellepoix y Fernand de Brinon. 
Se vio obligado a renunciar a su alcaldía en 1942. Acusado por el Comité Nacional de escritores (Comité Nacional de Escritores) en 1945, murió en París dos años después.
Anatole de Monzie era un erudito y una especie de escritor. Su legado intelectual incluye la publicación de la Encyclopédie française a partir de 1935. También estuvo relacionado con varios escritores e intelectuales franceses de la época, entre ellos Colette, Roland Dorgelès, Lucien Febvre y Pierre Benoit, a quien presentó en Lot, especialmente al pequeño pueblo de Saint-Céré, donde el escritor escribió varias de sus obras. Sin embargo, a pesar de sus logros, su legado quedará manchado para siempre por su oposición a la cultura bretona.

## Obras
- Les Réformes scolaires. París, Stock, 1905.
- Aux confins de la politique. París, Grasset, 1913.
- Si resucitara !. París, Alcan, 1915.
- Rome sans Canossa, ou la diplomatie de la présence. París, Albin Michel, 1918.
- L'entrée au forum : vingt ans avant. París, Albin Michel, 1920.
- La Mort de Julie. París, Auguste Blaizot, 1922.
- Du Kremlin au Luxembourg. París, Delpuech, 1924.
- Les Contes de Saint-Céré. París, Gallimard, 1929.
- Grandeur et servitude judiciaires. París, Kra, 1931.
- Petit manuel de la Russie nouvelle. París, Firmin-Didot, 1931.
- Livre d'oraisons. París, Excelsior, 1934.
- Les Veuves abusives. París, Grasset, 1937.
- Ci-devant. París, Flammarion, 1941.
- Pétition pour l'histoire. París, Flammarion, 1942.
- Mémoires de la tribune. París, Correa, 1943.
- La Saison des juges. París, Flammarion, 1943.
- Le Conservatoire du peuple. París, Société d'Édition d'enseignement supérieur, 1948.